# بات لي
بات لي (بالإنجليزية: Pat Lee)‏ (و. 1984  م) هو لاعب كرة قدم أمريكية، من الولايات المتحدة، ولد في ميامي، يلعب كظهير خلفي ‏.

## التعليم
تعلم في جامعة أوبرن.

## روابط خارجية
- بات لي على موقع مرجع كرة القدم المحترفة.كوم (الإنجليزية)